# Ana Figueroa Gajardo
Ana Figueroa Gajardo (19 de junho de 1907 - 1970), também conhecida como Ana Figuero, foi uma educadora, feminista e  ativista política chilena.

## Biografia
Figueroa nasceu em Santiago em 19 de junho de 1907, filha de Miguel Figueroa Rebolledo e Ana Gajardo Infante. Ela estudou na Universidade do Chile e se formou em 1928, e se tornou professora de inglês no mesmo ano. Posteriormente, trabalhou como diretora do Liceo San Felipe em 1938 e do Liceo de Temuco em 1939. Ela então continuou seus estudos nos EUA na Columbia University Teachers College e no Colorado State College (Greely) em 1946.
De 1947 a 1949, foi supervisora geral do sistema de ensino médio do Chile. Além disso, promoveu o sufrágio universal em 1948 na qualidade de presidente da Federação Chilena de Instituições Femininas (Federación Chilena de Instituciones Femeninas), o que foi alcançado gradualmente entre 1931 e 1952. De 1949 a 1950, ela foi chefe do Gabinete da Mulher do Ministério das Relações Exteriores.
Figueroa também trabalhou como professora de psicologia na escola universitária para assistentes sociais e foi jornalista na Social Periodistica del Sur.
Entre 1950 e 1952, ela representou o Chile como "Ministra plenipotenciária" na Terceira Assembleia Geral das Nações Unidas, como representante da Comissão de Direitos Humanos, e foi presidente do Comitê Social, Cultural e Humanitário. Nesta época, ela representou a ONU em vários cargos-chave, o que incluiu discussões e análise de questões relacionadas aos refugiados de todas as regiões do mundo. Em 1952, ela também participou do Conselho de Segurança da ONU e ingressou como Subdiretora-Geral da Organização Internacional do Trabalho, delegada com funções relacionadas às questões femininas. Ela também trabalhou na OIT como Secretária Geral Adjunta de várias sessões da Conferência Anual e participou de muitas conferências regionais.

## Aspectos notáveis
Destaca-se que Ana Figuero foi a primeira mulher a presidir um comitê das Nações Unidas na Assembleia Geral; a primeira mulher no Conselho de Segurança das Nações Unidas e no Escritório das Nações Unidas para Assuntos de Desarmamento; e a primeira mulher a ocupar o cargo de subdiretora-geral da Organização Internacional do Trabalho.

## Homenagens
Figuero aposentou-se da OIT na segunda metade de 1967 devido a problemas de saúde e faleceu em 1970. Depois de sua aposentadoria, na sessão do Corpo Governante e após sua morte, muitos de seus colegas prestaram homenagem a ela. 
Algumas das homenagens são:
- “Ana Figueroa soube organizar seu trabalho. Ela atuou em defesa da liberdade por mais de 25 anos. Dedicada também ao trabalho criativo da OIT, ela conquistou o carinho de todos que a encontraram lá”.[2]

- "Ao expressar as nossas condolências pela morte desta grande senhora, só me resta, em nome dos trabalhadores da América, comprometer-me a honrar a sua memória defendendo enquanto vivemos os nobres ideais de justiça que sempre inspiraram as suas ações e a sua personalidade."[2]

- "Ela tem um lugar único no coração de todos nós. Ela tem o dom de falar como o vinho chileno. Ela é para todos nós o símbolo amado da graça e do encanto, do calor e da alegria da América Latina."[2]

## Associações
Figuero foi membra das entidades Sociedad de Profesores, Federación Chilena de Instituciones Femeninas, Sindicato de Profesores Chilenos, Ateneo (Temuco) e membra honorária da Society of Cultural Interamericana (Buenos Aires).

## Publicações
Figuero é a autora de um livro intitulado Educacion sexual (1934).